# Йоганнес Бо
Йоганнес Тінгнес Бе (норв. Johannes Thingnes Bø; нар. 16 травня 1993) — колишній норвезький лижник та біатлоніст, п'ятиразовий олімпійський чемпіон, двадцятитриразовий чемпіон світу, чемпіон світу з біатлону серед юніорів,  багаторазовий переможець етапів кубка світу з біатлону, п'ятиразовий володар Великого кришталевого глобуса загального заліку кубку світу з біатлону. 
За свою кар'єру в біатлоні Бе здобув особисту 91 перемогу в гонках Кубка світу. Він другий за цим показником після Уле-Ейнара Б'єрндалена.  Враховуючи естафети, він  підіймався на верхню сходинку п'єдесталу пошани 118 разів. 
Йоганнес Тіінгнес є молодшим братом іншого відомого норвезького біатлоніста Тар'єя Бе і протягом кількох років, до того як став знаменитішим за брата, був відомий серед вболівальників як міні Бе.

## Початок виступів у Кубку світу
Йоганнес дебютував у кубках світу у 2013 році. У сезоні 2012/2013 спортсмен провів 6 стартів в особистих гонках на 4 останніх етапах Кубка світу. В 5 з них йому вдалося потрапити до залікової зони. Показані результати дозволили йому набрати 75 балів та за підсумками сезону посісти 59 місце в загальному заліку біатлоністів.
20 січня 2013 року Бе дебютував в естафеті в Антхольці і посів разом з командою 10 місце. Уперше він потрапив у залікову зону 28 лютого 2013 року в спринті, фінішувавши 28-им. 14 грудня 2013 року в спринті в Ансі він здобув першу перемогу. 
Починаючи з 2013 року він не опускався нижче 5-го місця у заліковій таблиці. У сезоні 2018-2019 завоював Великий кришталевий глобус і сім (три командні й чотири індивідуальні) Малих.

## Завершення кар'єри
18 січня 2025 року Йоганнес Тінгнес Бо несподівано оголосив на прес-конференції, що хоче завершити кар'єру після сезону 2024/25 через сімейні обставини. Він хоче більше часу проводити з родиною. Зокрема, підготовка до Олімпійських ігор вимагає надто багато часу він нього самого та  близьких. Його останні виступи відбулися в березні 2025 року на гонках Кубка світу в Голменколлені в Осло. Востаннє він виступав у мас-старті 23 березня, схибив чотири рази й фінішував сьомим.

## Результати
Джерелом усіх результатів є сайт  Міжнародного союзу біатлоністів.

### Олімпійські ігри
8 медалей (5 золотих, 2 срібні, 1 бронзова)
| Олімпіада     | Індивідуалка | Спринт | Персьют | Масстарт | Естафета | Змішана естафета |
| ------------- | ------------ | ------ | ------- | -------- | -------- | ---------------- |
| Сочі 2014     | 11           | 54     | 32      | 8        | 4        | —                |
| Пхьончан 2018 | Золото       | 31     | 21      | 16       | Срібло   | Срібло           |
| Пекін 2022    | Бронза       | Золото | 5       | Золото   | Золото   | Золото           |

*Змішану естафету включено до програми в 2014.

### Чемпіонати світу
43 медалі  (23 золоті, 14 срібні, 6 бронзових)
| Чемпіонат          | Індивідуалка | Спринт | Персьют | Масстарт | Естафета | Змішана естафета | Одиночна змішана естафета |
| ------------------ | ------------ | ------ | ------- | -------- | -------- | ---------------- | ------------------------- |
| Контіолагті 2015   | 7            | Золото | 31      | 6        | Срібло   | Бронза           | Н/Д                       |
| Гольменколлен 2016 | 4            | 4      | 4       | Золото   | Золото   | Бронза           | Н/Д                       |
| Гохфільцен 2017    | 8            | Срібло | Срібло  | Срібло   | 8        | 8                | Н/Д                       |
| Естерсунд 2019     | 9            | Золото | Срібло  | 13       | Золото   | Золото           | Золото                    |
| Антерсельва 2020   | Срібло       | 5      | Срібло  | Золото   | Срібло   | Золото           | Золото                    |
| Поклюка 2021       | 5            | 5      | Бронза  | 8        | Золото   | Золото           | Срібло                    |
| Обергоф 2023       | Золото       | Золото | Золото  | Бронза   | Срібло   | Золото           | Золото                    |
| Нове Место 2024    | Золото       | Срібло | Золото  | Золото   | Срібло   | Срібло           | Бронза                    |
| Ленцергайде 2025   | 20           | Золото | Золото  | Бронза   | Золото   | 4                | Срібло                    |

*В олімпійському сезоні до програми чемпіонату світу входять тільки види, що не влючені до програми Олімпіади.
**Одиночну змішану естафету включено з 2019.

### Кубок світу

#### Підсумки сезонів
| Сезон   | Вік | Загальний залік | Індивідуалка | Спринт | Персьют | Масстарт |
| ------- | --- | --------------- | ------------ | ------ | ------- | -------- |
| 2012–13 | 19  | 59              | —            | 61     | 49      | —        |
| 2013–14 | 20  | 3               | 12           | 3      | 5       | 10       |
| 2014–15 | 21  | 5               | 5            | 5      | 15      | 9        |
| 2015–16 | 22  | 2               | 5            | 3      | 3       | 4        |
| 2016–17 | 23  | 3               | 4            | 5      | 4       | 6        |
| 2017–18 | 24  | 2               | 1            | 2      | 2       | 2        |
| 2018–19 | 25  | 1               | 1            | 1      | 1       | 1        |
| 2019–20 | 26  | 1               | 2            | 3      | 4       | 1        |
| 2020–21 | 27  | 1               | 2            | 1      | 2       | 2        |
| 2021–22 | 28  | 13              | 4            | 20     | 22      | 22       |
| 2022–23 | 29  | 1               | 7            | 1      | 1       | 2        |
| 2023–24 | 30  | 1               | 1            | 2      | 1       | 1        |
| 2024–25 | 31  | 2               | 7            | 1      | 2       | 6        |